# Bernhard Stasiewski
Bernhard Stasiewski (ur. 14 listopada 1905 w Neukölln, zm. 1 lipca 1995 w Ittenbach) – niemiecki ksiądz katolicki, historyk Kościoła i historyk Europy Wschodniej. 

## Życiorys

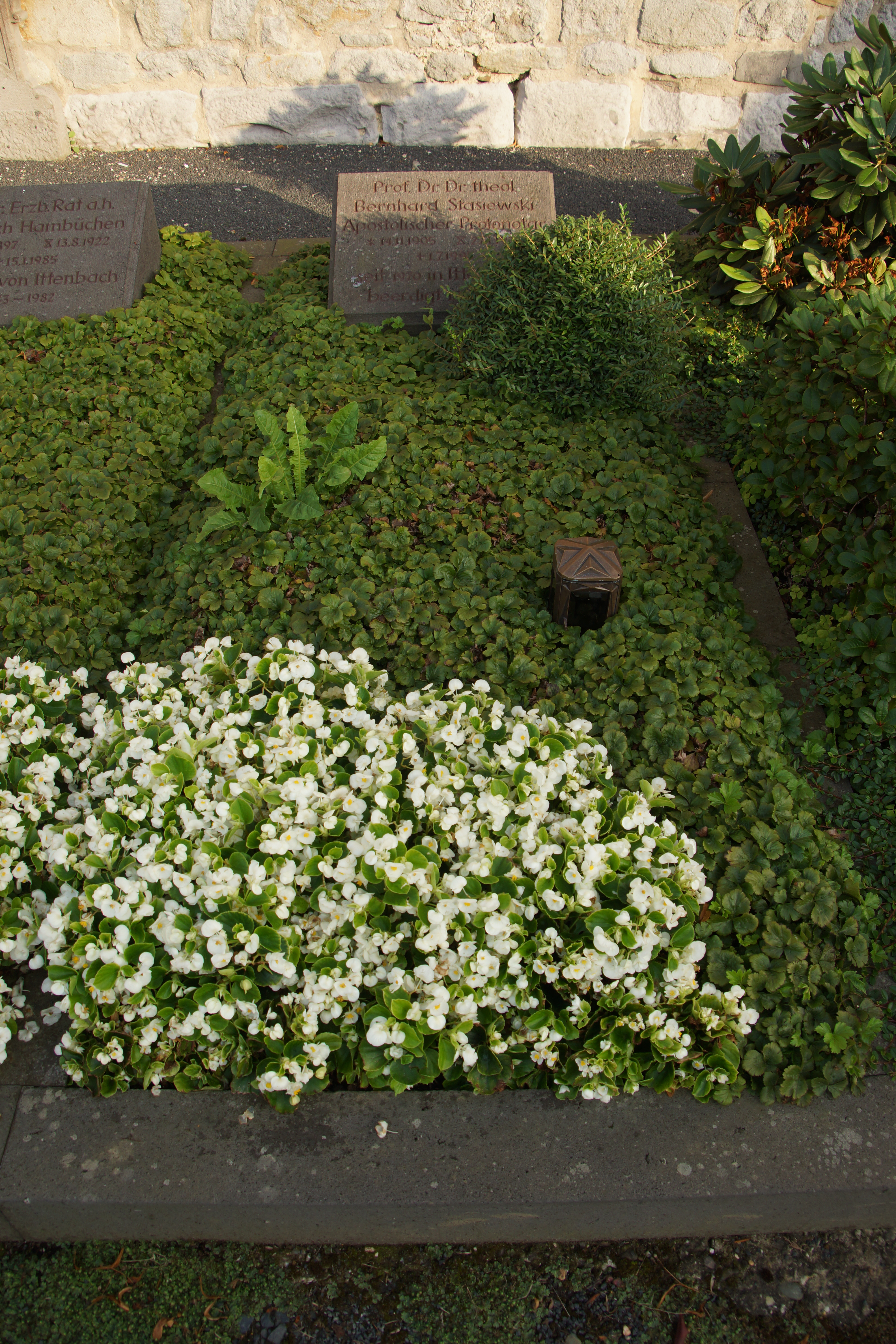
Grób w Ittenbach przy kościele Matki Bożej Bolesnej

Bernhard Stasiewski urodził się 14 listopada 1905 w Rixdorf (później Berlin-Neukölln) jako najstarszy spośród 11 rodzeństwa. Jego rodzice pochodzili z Prus Zachodnich, ojciec był przez wiele dziesięcioleci inspektorem cmentarnym (Friedhofsinspektor) w Berlinie-Neukölln. Bernhard Stasiewski uczęszczał do gimnazjum w Neukölln, które w 1924 roku ukończył ze zdaną maturą. Przygotowując się do kapłaństwa studiował na Uniwersytecie Wrocławskim teologię i filozofię. 27 stycznia 1929 przyjął święcenia kapłańskie. 18 lutego 1929 uzyskał stopień licencjata (licencjat teologiczny). Po krótkim okresie posługi duszpasterskiej w Nauen i Berlinie podjął studia historii, historii sztuki i slawistyki na Uniwersytecie w Berlinie. Naukę języka polskiego – z polecenia arcybiskupa wrocławskiego Adolfa Bertrama – rozpoczął już w seminarium duchownym, ażeby posługę duszpasterską móc sprawować wśród Polaków. Jego badania naukowe skupiały się wokół historii kościelnej i ogólnej Europy Wschodniej i ukoronowane zostały w 1932 doktoratem z filozofii na temat poszukiwań źródeł najstarszej historii Polski Untersuchungen über drei Quellen zur ältesten Geschichte Polens.

## Kariera naukowa
Już w seminarium we Wrocławiu uczył się Stasiewski intensywnie języka polskiego, co zresztą, biorąc pod uwagę dwujęzyczny obszar Górnego Śląska, nie było niczym nadzwyczajnym. Następnie studia w Berlinie były kolejnym krokiem zgłębiania historii Polski. Między innymi był tutaj słuchaczem wykładów znawcy Rosji – Otto Hoetscha, a także nestora niemieckich badań wschodnich – Alberta Brackmanna. Tu ścierał się z nurtem Osforschung i podważał wykłady Brackmanna, propagatora doktryny o chrystianizacji Polski przez Niemcy. W latach 1935–1942 prowadził na Uniwersytecie w Berlinie wykłady z historii Polski. W latach 1940–1944 został zmobilizowany i był tłumaczem wydziału badań Wehrmachtu. Jego postępowanie habilitacyjne, wszczęte w Berlinie 19 lipca 1946, zostało przerwane aresztowaniem przez NKWD. Pomimo interwencji władz kościelnych przebywał do 15 czerwca 1947 w więzieniu wojskowym. W latach 1946–1958 kierował archiwum diecezjalnym, udzielał się również w sferze edukacyjnej, w latach 1953–1958 w Instytucie Europy Wschodniej Uniwersytetu w Berlinie.
W 1955 uzyskał stopień doktora na podstawie rozprawy na temat polsko-niemieckich stosunków przygranicznych w okresie średniowiecza Entwicklung des dt.-poln. Grenzsaumes im Hochmittelalter, napisanej pod kierunkiem prof. Franza Xavera Seppelta. W 1958 uzyskał habilitację na podstawie rozprawy o początkach chrystianizacji Polski Die Anfänge der Christianisierung Polens napisanej pod kierunkiem prof. Huberta Jedina.
W 1961 objął stanowisko docenta na wydziale teologiczno-katolickim Uniwersytetu w Bonn, a w listopadzie 1962 roku objął nowo utworzoną katedrę historii nowożytnej i współczesnej i historii Kościoła Europy Wschodniej. Od 1970 roku był członkiem komisji historycznej zajmującej się badaniami Prus Wschodnich i Prus Zachodnich. Po przejściu na emeryturę w 1974 roku prowadził jeszcze do 1987 roku wykłady w seminarium duchownym Studienhaus St. Lambert.

## Literatura
Deutsche Biographie, Stasiewski, Bernhard